# Ruschia virens
Ruschia virens är en isörtsväxtart som beskrevs av L. Bol. Ruschia virens ingår i släktet Ruschia och familjen isörtsväxter. Inga underarter finns listade i Catalogue of Life.